# Contax S
La Contax S è la prima macchina fotografica reflex 35mm costruita e venduta dalla Carl Zeiss Jena, nella Germania del Est, nel periodo dal 1949 al 1962. In seguito alla assegnazione del marchio Contax, alla Zeiss Ikon occidentale, i modelli esportati furono venduti con il nome di Pentacon. La Contax S è stata prodotta in poco più di 150.000 esemplari, monta obiettivi con il passo a vite M42, facendone la prima fotocamera ad adottare quello che poi diverrà uno “standard universale” tra gli innesti per obiettivi delle reflex di piccolo formato. L'altra innovazione fondamentale della Contax S, è il pentaprisma, che permette di vedere l'immagine come è effettivamente, anticipata però in questo dalla italiana Rectaflex del 1947.

## La macchina
La Contax S ha un otturatore a tendine con scorrimento orizzontale. Questo la differenzia dalle Contax a telemetro che hanno un otturatore a scorrimento verticale molto complesso. Ciò ha permesso di posizionare il pentaprisma per raddrizzare l'immagine. Lo specchio che devia l'immagine, dopo lo scatto non ritorna automaticamente nella sua posizione. Caricando l'otturatore lo specchio si abbassa. L'avanzamento e il riavvolgimento della pellicola si effettuano girando le ghiere come sulle Contax a telemetro. La scelta del tempo di posa va effettuata tassativamente dopo aver caricato l'otturatore e girando la ghiera dei tempi nella direzione indicata dalla freccia. Il diaframma si aziona in preselezione. Il pulsante di scatto è in una posizione inconsueta ma piuttosto ergonomica. L'esposimetro non è presente.

## Modelli della serie Contax S
- Contax S
- Contax D
- Pentacon: identica alla Contax D
- Contax E: con esposimetro non accoppiato sul pentaprisma
- Pentacon E: identica alla Contax E
- Contax F: ha una innovazione ulteriore: la chiusura semiautomatica del diaframma dell'obiettivo. Prima di scattare una foto va girata la ghiera del diaframma per aprirlo, questo rimane fermo alla massima apertura. Il diaframma può essere impostato prima o dopo. Quando si preme il pulsante di scatto una leva muove lo spillo sulla montatura dell'obiettivo e il diaframma si chiude. Il sistema è lo stesso poi adottato da tutte le reflex con passo a vite con la differenza che una molla tiene aperto il diaframma e lo spillo lo chiude. La Contax F nella foto monta il 50 mm f2,8 Carl Zeiss Jena Tessar semiautomatico originale

- Pentacon F: Identica alla Contax F
- Contax FB: Con esposimetro non accoppiato sul pentaprisma
- Pentacon FB: Identica alla Contax FB
- Contax FM: Con schermo di messa a fuoco con stigmometro a immagine spezzata
- Pentacon FM: Identica alla Contax FM
- Contax FBM: Con esposimetro non accoppiato sul pentaprisma e schermo di messa a fuoco a immagine spezzata
- Pentacon FBM: identica alla Contax FBM

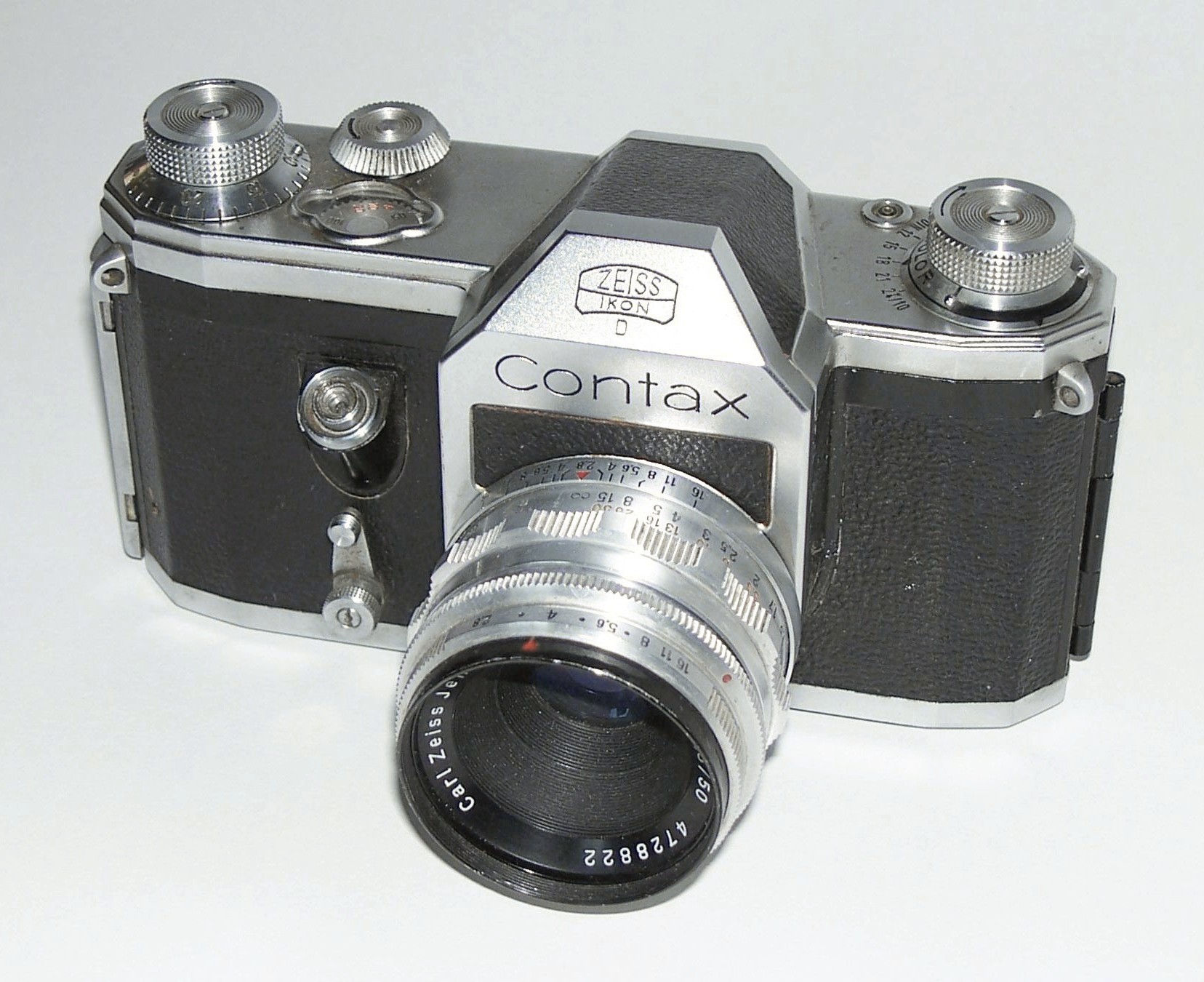
Contax S con Carl Zeiss Tessar 50mm f2,8
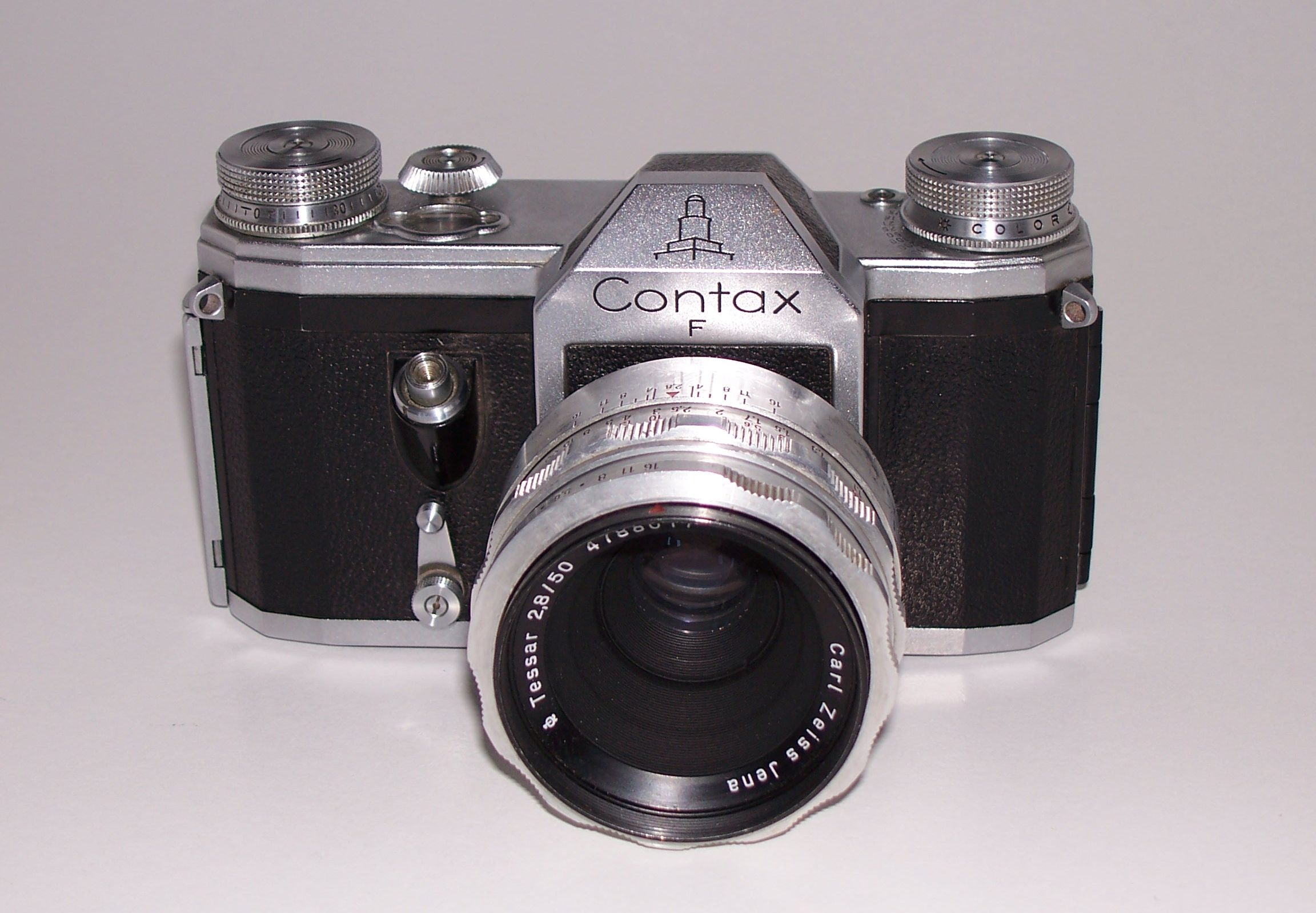
Contax F con Carl Zeiss Tessar 50mm f2,8
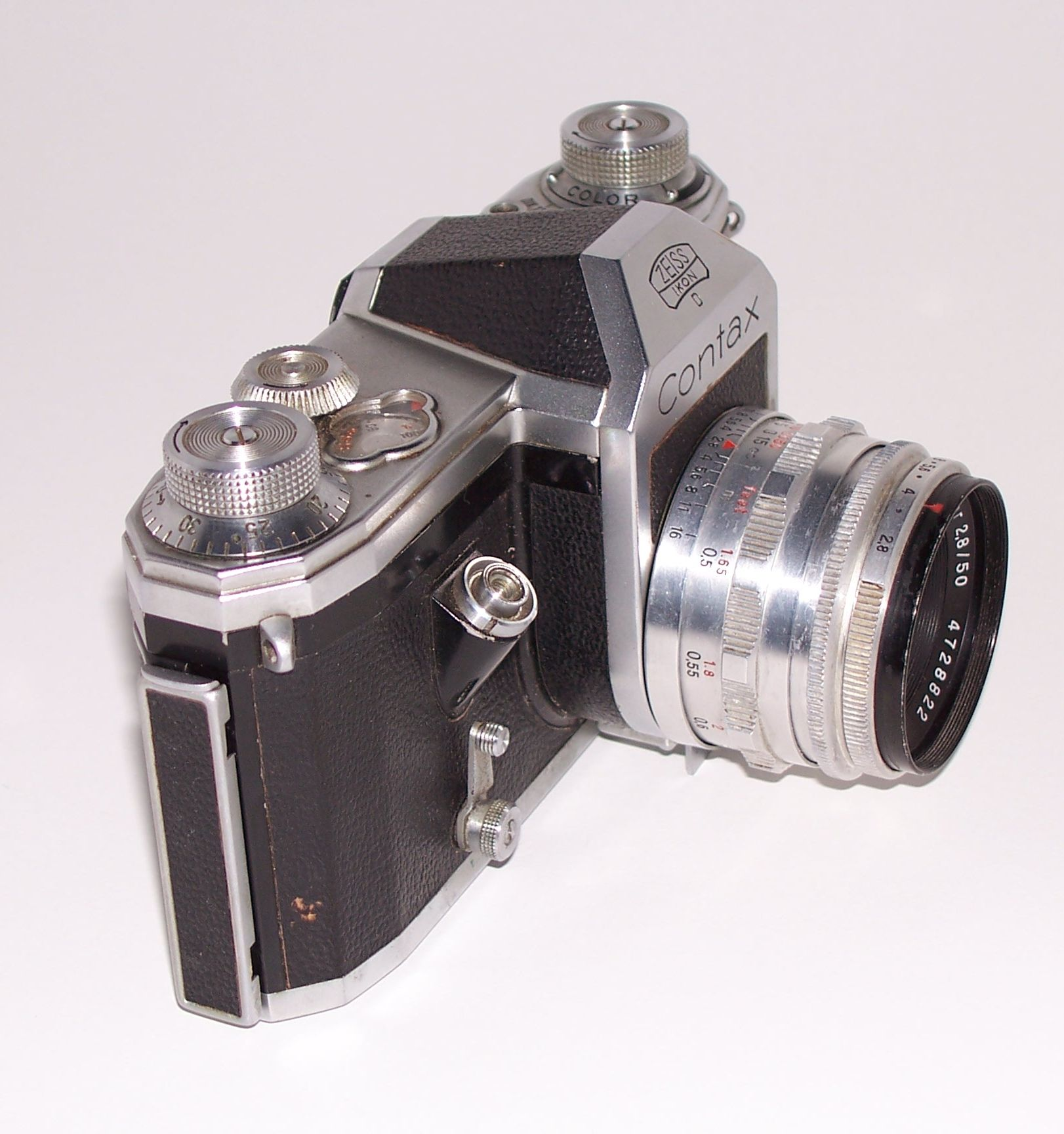
Contax F con Carl Zeiss Tessar 50mm f2,8
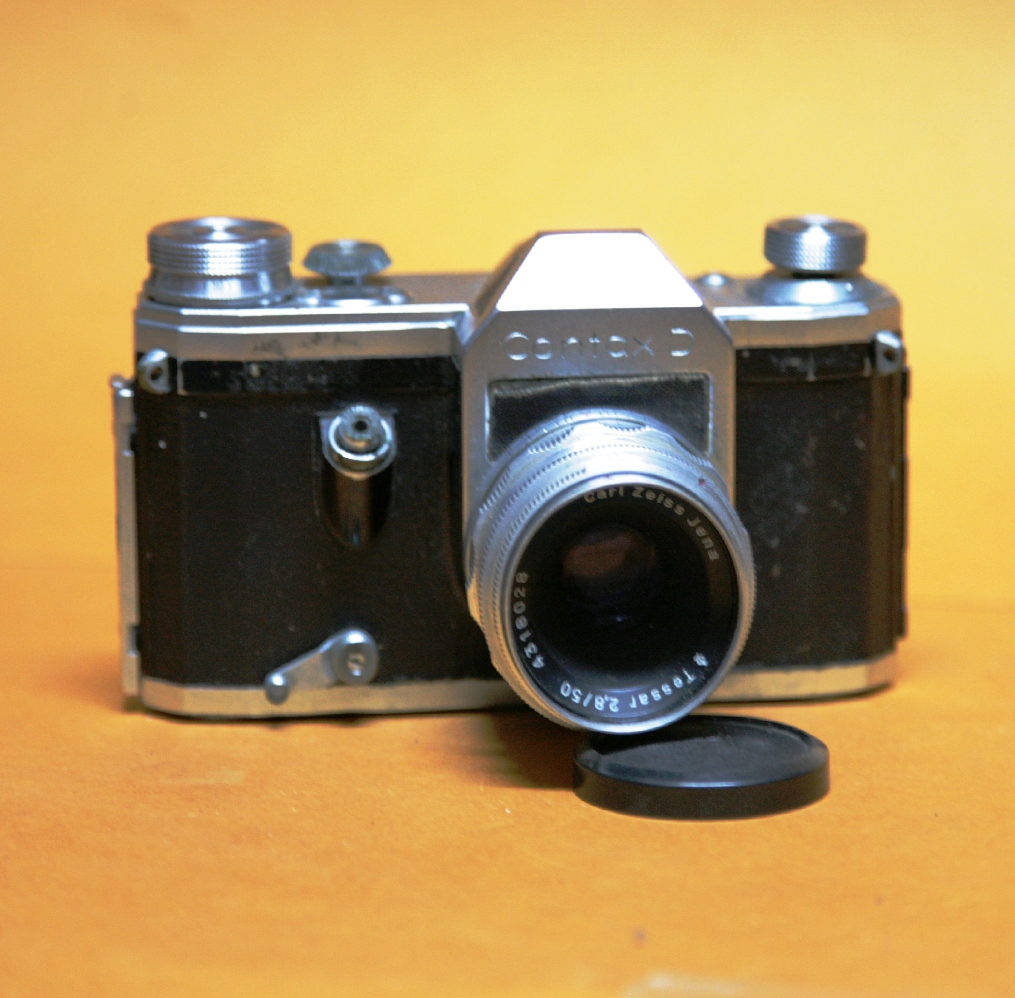
Contax D 1952, innesto a vite 42x1, reflex con otturatore a tendine con scorrimento orizzontale,  non c'è esposimetro solo manuale.
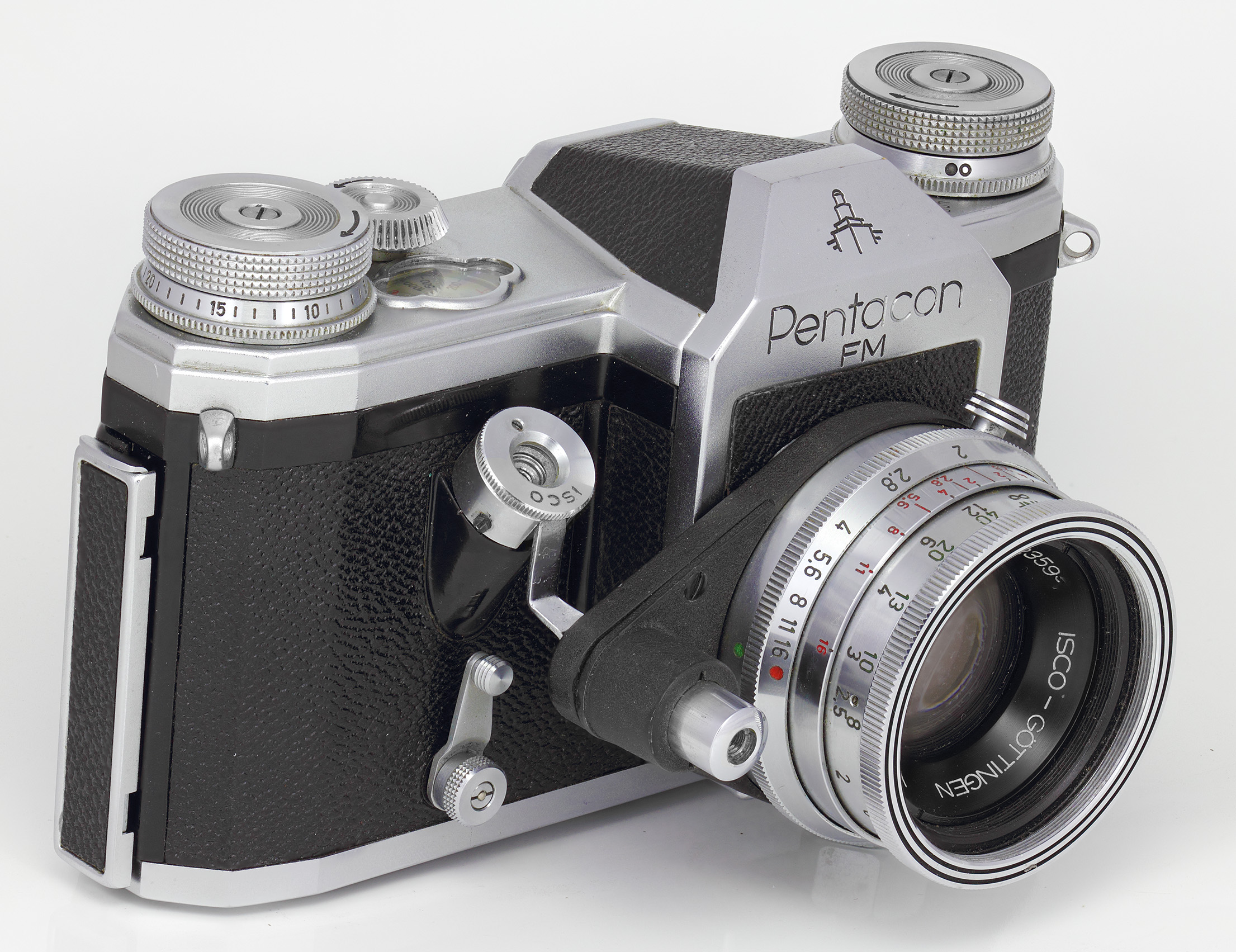
Pentacon FM (Contax FM)